# Parafia św. Floriana w Brwinowie
Parafia św. Floriana w Brwinowie – rzymskokatolicka parafia należąca do dekanatu brwinowskiego, archidiecezji warszawskiej, metropolii warszawskiej Kościoła katolickiego, w Brwinowie, obsługiwana przez księży diecezjalnych.

## Historia
Parafia została erygowana w XIII wieku. 

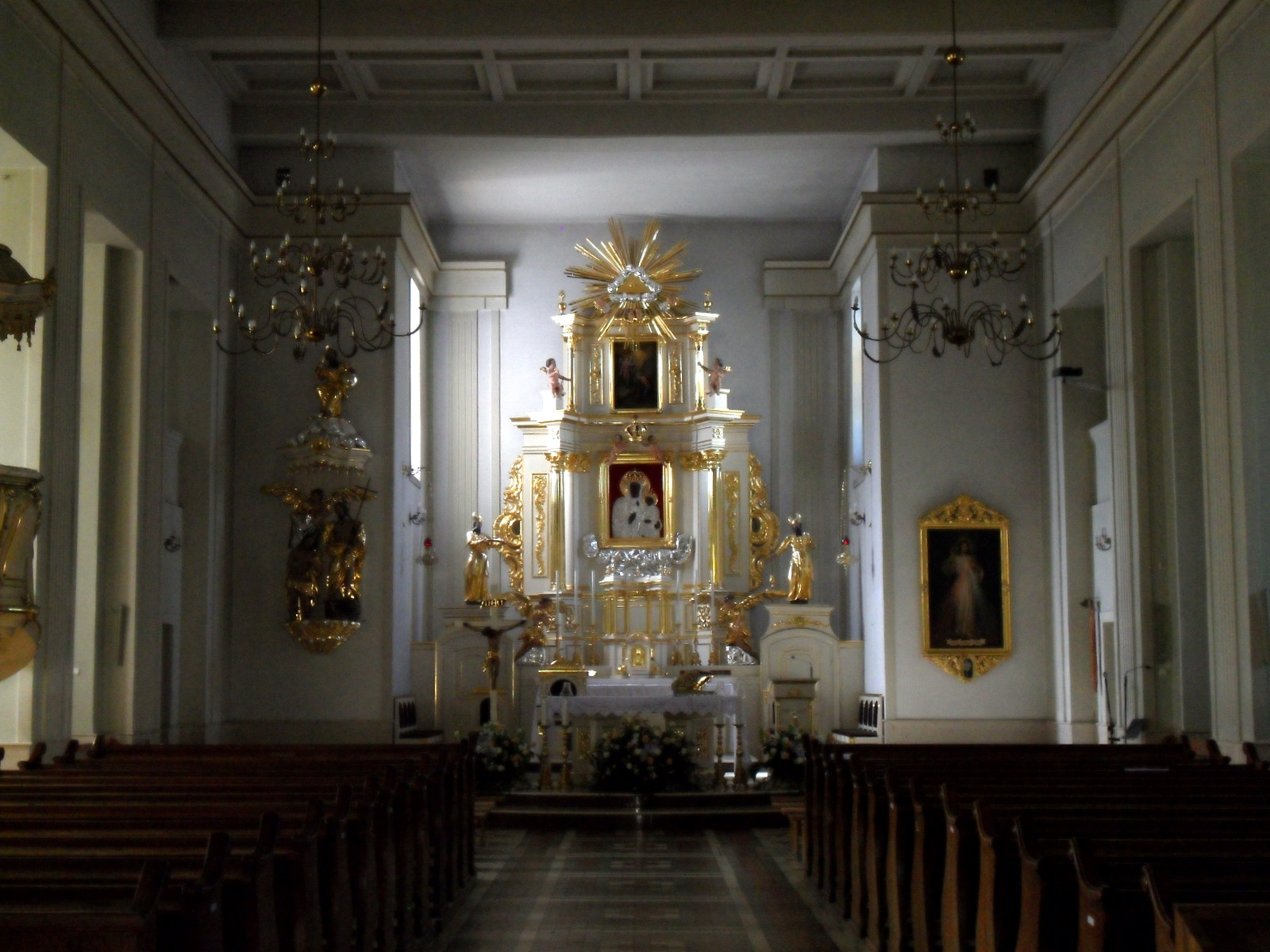
Wnętrze kościoła św. Floriana

### Kościół parafialny
Obecny kościół parafialny pochodzi z lat 1927-1937.